# 小行星8594
小行星8594（8594 Albifrons）是一颗绕太阳运转的小行星，为主小行星带小行星。该小行星于1971年3月25日发现。

## 轨道参数
小行星8594的轨道半长轴为2.4585768 UA，离心率为0.149。